# Janet Conrad
Pour les articles homonymes, voir Jordan.
Janet Marie Conrad (née en 1963) est une physicienne expérimentatrice américaine, chercheuse et professeure au MIT étudiant la physique des particules élémentaires. Ses travaux portent sur les propriétés des neutrinos et les techniques permettant de les étudier. En reconnaissance de ses efforts, Janet Conrad reçoit plusieurs prix très prestigieux au cours de sa carrière, notamment une bourse de recherche Alfred P. Sloan, une bourse Guggenheim et le prix Maria Goeppert-maier de la Société américaine de physique.

## Formation
Janet Conrad obtient une licence de physique au Swarthmore College en 1985. Elle obtient ensuite un Master en physique des hautes énergies à l'université d'Oxford en 1987, puis un doctorat en physique des hautes énergies à l'université Harvard en 1993. 

## Carrière
Après sa deuxième année à Swarthmore, Janet Conrad passe son été à Cambridge, dans le Massachusetts, à travailler avec Francis Pipkin à Harvard, à la suggestion de son oncle. L'été suivant, Conrad travaille avec lui au Fermilab.
Après avoir obtenu son diplôme à Harvard en 1993, Janet Conrad prend un poste d'associée de recherche postdoctorale aux Laboratoires Nevis, gérés par l'université Columbia. En 1995, elle rejoint le département de physique de Columbia en tant que professeure adjointe. En 1996, elle reçoit le DOE Outstanding Junior Investigator Award pour une étude intitulée Construction of a Decay Channel for the NuTeV Experiment at Fermilab. Elle est titularisée à Columbia en 1999. En 2002, elle est nommée par la division Particules et Champs de la Société américaine de physique (APS) pour devenir membre de l'APS, qui cite "son leadership dans la physique expérimentale des neutrinos, en particulier pour avoir initié et dirigé l'expérience du canal de désintégration NuTeV et l'expérience sur les oscillations de neutrinos MiniBooNE". De 2005 à 2008, Janet Conrad est membre distinguée de la faculté de Columbia, et obtient une chaire professorale Walter O. Lecroy en 2006. En 2008, Conrad quitte l'université de Columbia pour rejoindre le département de physique du MIT en tant que professeure.
Janet Conrad est membre de plusieurs collaborations en physique, notamment MicroBooNE, DAEdALUS, Short-Baseline Near Detector (SBND), et IceCube. Elle a été membre de Double Chooz (2006-2014), SciBooNE (2005-2011), MiniBooNE (1997-2014), CCFR/NuTeV (1993-2001), E665 (1984-1996) et European Muon Collaboration (EMC) (1985-1986).
En outre, elle est porte-parole d'IsoDAR/DAEdALUS et de MiniBooNE, dont elle est l'un des membres fondateurs.

## Autre
En 2012, Janet Conrad prend part à un panel avec le World Science Festival, parlant au public des neutrinos.
Inspirée par les efforts de développement de détecteurs lorsqu'elle travaillait sur IceCube, Conrad participe au développement d'un détecteur de muons de table à faible coût.
En 2015, Janet Conrad et Lindley Winslow, une autre professeure du MIT, ont été consultées en tant qu'expertes de la culture et de la physique pour le film Ghostbusters de 2016,

## Vie personnelle
Janet Conrad est née le 23 octobre 1963 à Wooster, dans l'Ohio. Elle était membre des 4-H lorsqu'elle est enfant dans l'Ohio.
Janet Conrad est la nièce du lauréat du prix Nobel de chimie William Lipscomb.
Janet Conrad est mariée à un autre physicien, Vassili Papavassiliou, professeur à l'Université d'État du Nouveau-Mexique.

## Honneurs et récompenses
- Bourse de la Fondation Keasby, 1986-1987 (attribuée en 1985)[13]
- Prix du département de physique de Harvard (K.T. Bainbridge), 1988[1].
- Bourse de dissertation américaine de l'AAUW, 1991-92[1]
- Bourse d'avancement de carrière de la NSF, 1996[1]
- DOE Outstanding Junior Investigator, 1996[1],[3]
- Prix NSF CAREER, 1998
- Presidential Early Career Award for Scientists and Engineers, 1999[14]
- Bourse de recherche Alfred P. Sloan, 2000[15]
- Le prix Maria Goeppert-Mayer de la société américaine de physique, 2001[16]
- Le prix du maire de la ville de New York pour l'excellence en science et technologie, jeune chercheuse, 2001[17]
- Fellow de la Société américaine de physique, 2003[4]
- Bourse Guggenheim, 2009[6],[18]
- Bourse Amar G. Bose, 2014[19].